# NGC 6963
NGC 6963 је двојна звезда у сазвежђу Водолија која се налази на NGC листи објеката дубоког неба.
Деклинација објекта је + 0° 30' 33" а ректасцензија 20h 47m 19,0s. Привидна величина (магнитуда) објекта NGC 6963 износи 12,2.